# ZZ Top's First Album
ZZ Top's First Album é o primeiro álbum de estúdio da banda americana de rock ZZ Top. Foi produzido pelo gerente Bill Ham, e foi lançado em 16 de janeiro de 1971, pela London Records. Estabelece a sua atitude e humor, ZZ Top incorporou boogie, hard rock, heavy metal e Southern rock influenciaram em seu som. Tematicamente, o álbum é alegre, brincalhão e às vezes impetuoso, preenchido com experiências pessoais da banda e insinuações sexuais que se tornou central para a imagem do grupo. Buscando inspiração de Fleetwood Mac, ZZ Top começou a gravar o álbum no Robin Hood Studios em Tyler, Texas. Apenas um single foi lançado a partir do álbum e não apareceu nas paradas da Billboard.
Em 1987, o álbum foi remixado para lançamento em CD. Em 2013, o mix de vinil original foi lançado em trilhas HD em formatos de download digital de alta resolução. A mistura original do álbum foi lançado em CD em junho de 2013 como parte do box set Os álbuns completos Estúdio (1970-1990).

## Recepção
AllMusic deu 3 estrelas, afirmando que: "ZZ Top", ZZ Top's First Album pode não ser perfeitamente polido, mas não deixa de estabelecer o seu som, atitude e personalidade."

## Singles
O único single lançado do álbum foi "(Somebody Else Been) Shakin' Your Tree" (b/w "Neighbor, Neighbor") pela London Records (número de versão 45-138).

## Lista das faixas

### Lado 1
1. "(Somebody Else Been) Shaking Your Tree" (Billy Gibbons) – 2:32
2. "Brown Sugar" (Gibbons) – 5:22
3. "Squank" (Gibbons, Dusty Hill, Bill Ham) – 2:46
4. "Goin' Down to Mexico" (Gibbons, Hill, Ham) – 3:26
5. "Old Man" (Gibbons, Hill, Frank Beard) – 3:23

### Lado 2
1. "Neighbor, Neighbor" (Gibbons) – 2:18
2. "Certified Blues" (Gibbons, Beard, Ham) – 3:25
3. "Bedroom Thang" (Gibbons) – 4:37
4. "Just Got Back from Baby's" (Gibbons, Ham) – 4:07
5. "Backdoor Love Affair" (Gibbons, Ham) – 3:20

## Pessoal
- Billy Gibbons: guitarra, vocais
- Dusty Hill: baixo, teclado, backing vocal, vocalista lider em "Goin' Down to Mexico", co-lider vocal em "Squank"
- Frank Beard – bateria, percussão(creditda como "Rube Beard")

## Produção
- Produtor – Bill Ham